# Max Biaggi
Massimiliano Biaggi, més conegut com a Max Biaggi   (Roma, 26 de juny de 1971), és un antic pilot de motociclisme italià que va guanyar quatre campionats del món de 250cc consecutius (1994-1997) i dos de Superbike (2010 i 2012). Al costat de John Kocinski, és un dels dos únics pilots a haver guanyat mai títols en ambdós campionats.
Conegut popularment com a L'Emperador Romà i Mad Max, Biaggi és ambaixador de la marca de motocicletes Aprilia. Des del 2019 és propietari d'un equip de competició de Moto3 amb seu a Mònaco. Ha estat nomenat FIM Legend (2019) i MotoGP Legend (2022).

## Carrera esportiva

### Resum del palmarès
Biaggi va guanyar 13 Grans Premis en la categoria màxima, 4 campionats del món de 250cc i 2 de Superbike; a banda, fou 3 vegades subcampió de la categoria màxima (1998, 2001 i 2002).

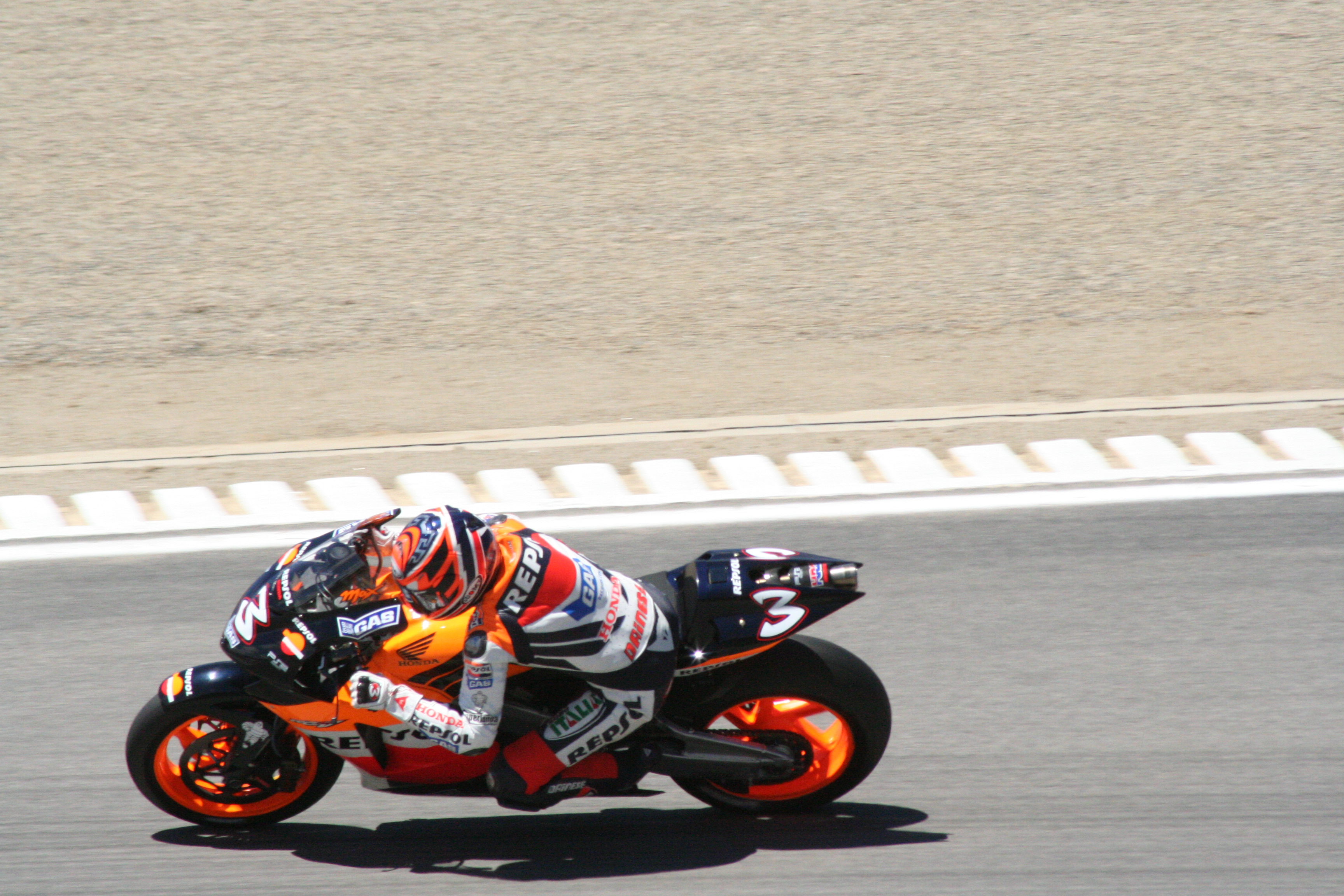
Biaggi a Laguna Seca amb l'Honda de MotoGP el 2005

Després de guanyar quatre títols consecutius de 250cc (1994-1997), Biaggi va passar a la categoria de 500cc amb Honda el 1998 i ja aquell any va acabar-hi subcampió darrere de Mick Doohan, amb 2 victòries. Això li va valer entrar a l'equip de fàbrica de Yamaha el 1999. En les seves quatre temporades amb Yamaha, Biaggi va aconseguir vuit victòries i va acabar subcampió darrere de Valentino Rossi el 2001 i el 2002. Després va passar a l'equip Camel Honda el 2003. Amb aquest equip, però, no va poder passar del tercer lloc al campionat els anys 2003 i 2004, superat no només per Valentino Rossi sinó també pel pilot de l'equip Gresini Honda Sete Gibernau. El 2005 va completar la seva única temporada sense victòries, tot i que va obtenir quatre podis i acabà el mundial en cinquè lloc final. De cara al 2006 fou substituït a l'equip per Dani Pedrosa. Aquesta va ser l'última temporada de Biaggi a MotoGP.
El 2007, Biaggi va passar al Campionat del Món de Superbike i acabà tercer a la general. Va guanyar el seu primer Campionat del Món d'aquesta disciplina el 2010, esdevenint el segon europeu no britànic, després de Raymond Roche, a fer-ho. Després de guanyar un segon Campionat del Món de Superbike el 2012, a 41 anys, Biaggi es va retirar de les competicions. El 2015, però, va córrer com a comodí a Malàisia i hi va aconseguir un podi als seus 44 anys.
Pilot regular, durant les seves vuit temporades a 500cc/MotoGP va acabar-hi sempre entre els cinc primers de la classificació final i en fou tres vegades subcampió. Va guanyar com a mínim una cursa durant set temporades consecutives (1998-2004) a la categoria màxima. Les seves 13 victòries, 58 podis i 23 poles en aquesta categoria el converteixen en un dels pilots més reeixits entre els que no han arribat a guanyar-ne mai el títol mundial.

### Campionat d'Itàlia
De petit, Biaggi estava més interessat pel futbol. El 1989, però, li van regalar una motocicleta pel seu dissetè aniversari i tot seguit va començar la seva carrera dins el món de la competició, a divuit anys. El 1990 va guanyar el Campionat d'Itàlia de Sport Production en la categoria de 125cc. Després d'aquest èxit va passar a la categoria dels 250cc.

### Campionat del Món de 250cc

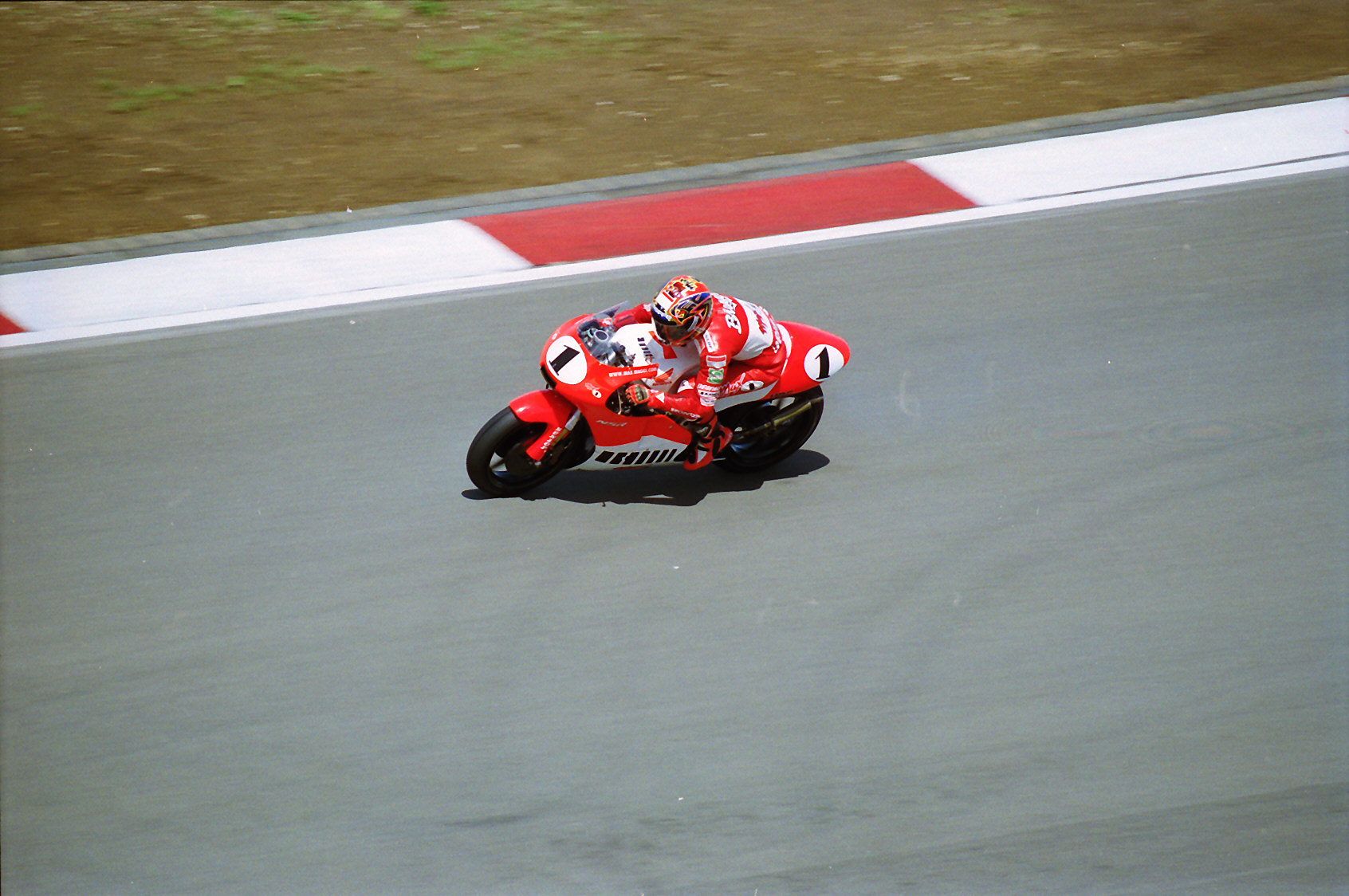
Biaggi a Nürburgring amb l'Honda 250 el 1997

El 1991, Biaggi va guanyar el campionat d'Europa de 250cc amb una Aprilia RS250 i aquell any mateix va acabar vint-i-setè al campionat del món de la mateixa cilindrada. El 1992 va completar la seva primera temporada sencera al mundial, encara amb l'Aprilia, i va acabar el campionat cinquè a la general. Aquell any va obtenir la seva primera victòria a Kyalami durant el Gran Premi de Sud-àfrica. La temporada següent, Biaggi va entrar a Honda i va acabar quart al mundial, amb una única victòria al circuit de Catalunya. El 1994 va tornar a l'Aprilia i va dominar la cilindrada dels 250cc tot guanyant-ne tres campionats del món consecutius fins al 1996. El 1997 va tornar a Honda, amb l'equip d'Erv Kanemoto, i va guanyar el seu quart títol consecutiu. Tot seguit va passar a la categoria de 500cc.

### Campionat del Món de 500cc
El 1998, Biaggi va fer una entrada triomfal en el seu debut en 500cc amb l'equip Kanemoto Honda al Gran Premi del Japó a Suzuka, on es classificà a la pole, marcà la volta ràpida i guanyà la cursa. També va guanyar el Gran Premi de la República Txeca, on gairebé es va estavellar quan accidentalment va fer un Wheelie de 90°, i va acabar la temporada en segon lloc darrere de Mick Doohan. Després, Biaggi va entrar a Yamaha per intentar batre les Honda dominants. Va acabar quart al campionat el 1999, tercer el 2000 i segon el 2001.

### Campionat del Món de MotoGP
La temporada del 2002 entrà en vigor la formulació de motors per a la nova categoria de MotoGP i Biaggi va pilotar per primera vegada una moto de quatre temps. Va guanyar a Brno i a Sepang i va acabar com a subcampió del món darrere de Valentino Rossi.

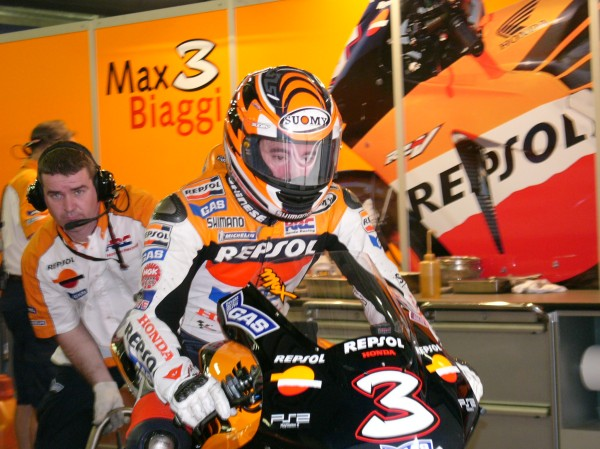
Biaggi amb Repsol Honda el 2005

El 2003, Biaggi va acabar tercer al campionat després d'haver-se reincorporat a Honda amb l'equip Camel Pramac Pons i va guanyar el Gran Premi del Pacífic i el Gran Premi de Gran Bretanya després que Rossi penalitzés. S'esperava que Biaggi fos un dels principals candidats al títol el 2004 i aquell any va guanyar el Gran Premi d'Alemanya, però un accident a Estoril va malmetre la seva temporada, tot i que encara va poder acabar en tercera posició per darrere de Valentino Rossi i Sete Gibernau. La temporada de 2005, Biaggi va córrer com a pilot oficial d'Honda al costat de Nicky Hayden dins el Repsol Honda Team, amb Erv Kanemoto de director tècnic. S'esperava que la cooperació contínua amb Kanemoto i el suport total de la fàbrica fessin de Biaggi un dels principals aspirants al títol, però, malgrat tot, va acabar la temporada en un decebedor cinquè lloc.
De cara a la temporada de 2006, Biaggi va perdre el seu lloc dins l'equip d'Honda en favor del campió de 250cc del 2005, Dani Pedrosa. L'italià va negociar amb Honda, Kawasaki i Suzuki, però no va poder aconseguir cap contracte tot i comptar amb el suport del seu principal patrocinador, Camel, el qual va acabar esdevenint el patrocinador principal de l'equip de fàbrica de Yamaha aquell 2006. El 10 de gener de 2006, Biaggi va fer públic que no participaria al campionat de MotoGP d'aquell any.

### Campionat del Món de Superbike

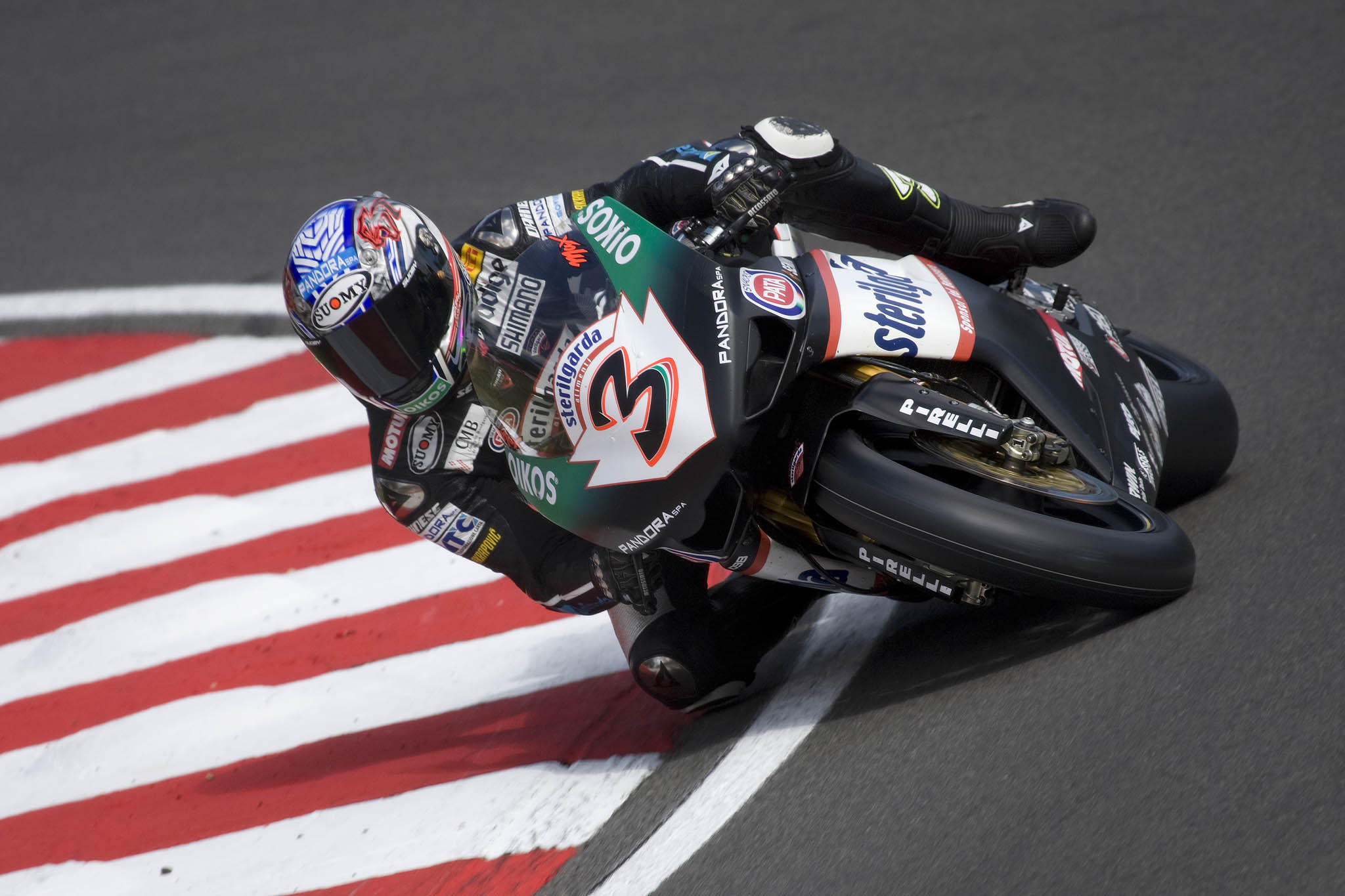
Biaggi a Brands Hatch durant el mundial de SBK del 2008

Biaggi va intentar arribar a un acord per a disputar el Campionat del Món de Superbike (SBK) amb Corona Alstare Suzuki el 2006, però l'equip no va poder assegurar-li el mateix equipament que el dels seus altres pilots aleshores, Troy Corser (campió del món el 2005) i Yukio Kagayama, de manera que l'italià es va prendre un any sabàtic. El 14 de setembre de 2006, però, Biaggi va anunciar que havia signat per a substituir Troy Corser (que se n'anava a Yamaha) dins l'equip l'any següent.
Biaggi va començar la temporada del 2007 de SBK guanyant la primera cursa al Circuit Internacional de Losail, a Qatar i acabant segon a la segona cursa. En fer-ho, va esdevenir un dels cinc únics pilots a guanyar la seva primera cursa del mundial de Superbike i l'únic a haver guanyat mai tant la seva primera cursa de 500cc com la de Superbike. Seguidament va acabar tercer i quart a Phillip Island, Austràlia. Després d'un dur campionat, Biaggi va acabar la temporada en tercer lloc, per darrere del campió James Toseland i el principal pilot de Yamaha Noriyuki Haga. Al final de la temporada, Francis Batta, director de l'Alstare Suzuki Racing Team, es va veure obligat a alliberar Biaggi a causa de la pèrdua del patrocinador principal, Corona Extra, en no haver arribat a un acord financer. A més a més, Suzuki va decidir aturar el desenvolupament oficial de la seva Superbike a partir del 2008 per tal de centrar-se en el mundial de MotoGP.
El 2008, Biaggi va substituir Marco Borciani a l'equip satèl·lit de Ducati Sterilgarda/Go Eleven com a company de Rubèn Xaus al manillar d'una Ducati 1098RS. Va acabar setè a la general amb set podis, tres curses per davant de Xaus i una per davant del pilot de fàbrica de Ducati Michel Fabrizio. El 2009 es va incorporar a l'equip d'Aprilia de fàbrica, que tornava al mundial. Va aconseguir un doble podi a la segona ronda a Qatar i va anar sumant punts. Va aconseguir la seva primera victòria des del 2007 a Brno després que els líders de la cursa, Michel Fabrizio i Ben Spies, xoquessin. Va acabar a prop de Spies a la segona cursa i va acabar la temporada al quart lloc de la general.

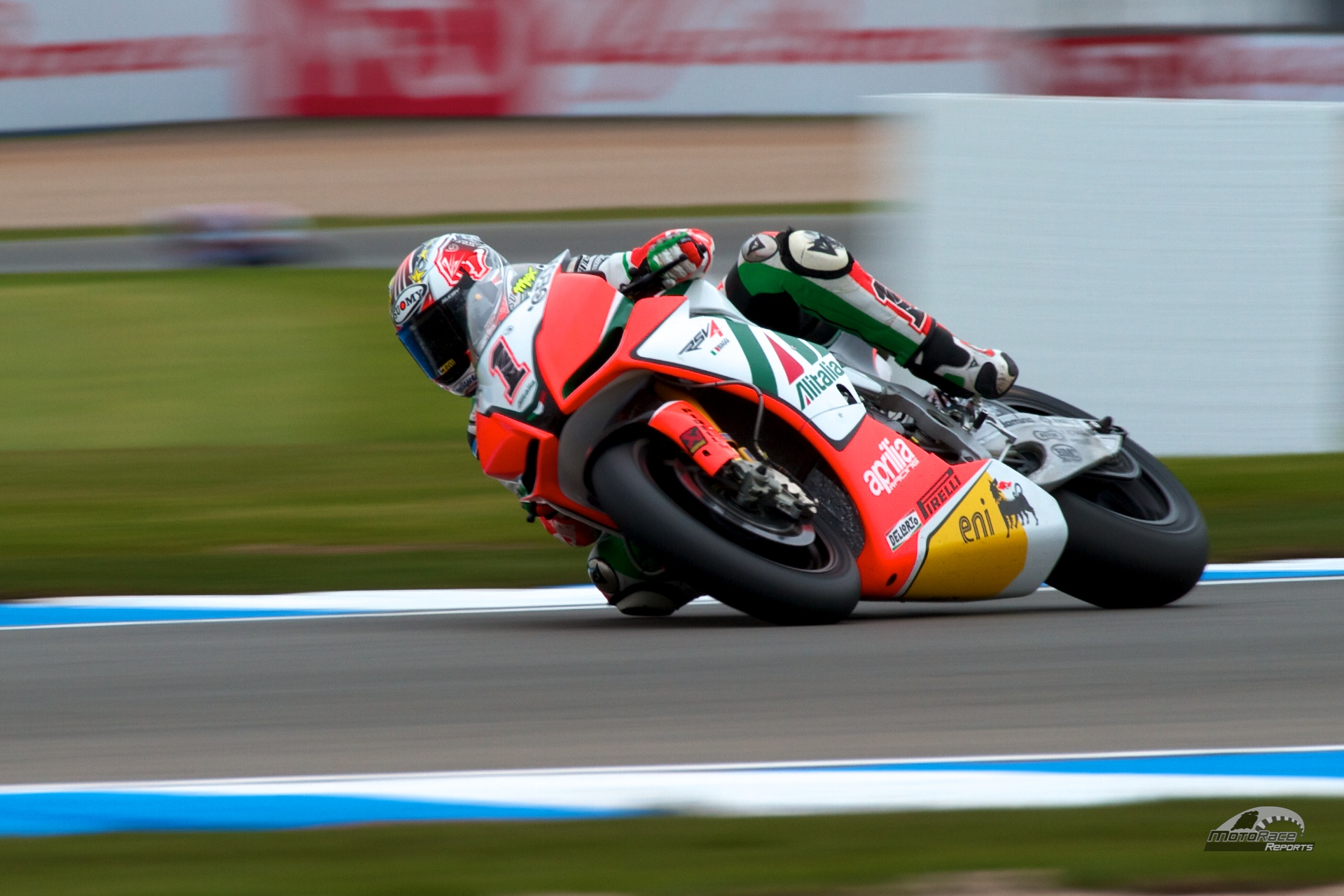
Biaggi amb l'Aprilia RSV4 el 2011

Biaggi va continuar amb Aprilia el 2010, obtenint una doble victòria a la cursa de Monza que el va situar a la segona posició de la classificació provisional. Un altre doblet als Estats Units el va encimbellar al primer lloc de la taula, després que el líder anterior Leon Haslam no acabés la segona cursa. A l'agost, Biaggi va renovar per dos anys amb Aprilia, de manera que tenia assegurada la permanència al mundial de SBK amb aquest equip fins al 2012. En acabar la temporada del 2010, Biaggi va esdevenir el primer campió del món de Superbike d'Aprilia i d'Itàlia.
El 2011 va ser un any de resultats contradictoris per a Biaggi i Aprilia. Només va aconseguir dues victòries (Motorland Aragó i Brno). Tot i que va poder aspirar al títol gràcies a nombroses segones posicions, es va fracturar el peu esquerre a Alemanya, fet que li va fer perdre dues rondes: Imola i Magny Cours. Finalment va acabar la temporada en tercer lloc, empatat a 303 punts amb Eugene Laverty. El 2012 va guanyar el títol per només mig punt sobre Tom Sykes i, un cop acabada la temporada, es va retirar de les competicions. Tres anys més tard, el 2015, Biaggi tornà breument a les curses com a comodí d'Aprilia.

## Vida personal
Biaggi és conegut per les seves difícils relacions amb la premsa, el personal de l'equip i els altres pilots.
Va estar compromès amb la guanyadora del concurs Miss Itàlia del 2002 i celebritat televisiva Eleonora Pedron, amb la qual tingué dos fills (una nena i un nen). La parella es va separar el setembre del 2015.

## Resultats al Mundial de motociclisme

### Per temporada
| Temporada | Categoria | Moto          | Equip                | Curses | Victòries | Podis | Poles | FLaps | Pts  | Posició |
| --------- | --------- | ------------- | -------------------- | ------ | --------- | ----- | ----- | ----- | ---- | ------- |
| 1991      | 250cc     | Aprilia RS250 |                      | 4      | 0         | 0     | 0     | 0     | 7    | 27è     |
| 1992      | 250cc     | Aprilia RS250 | Telkor Valesi Racing | 12     | 1         | 5     | 4     | 1     | 78   | 5è      |
| 1993      | 250cc     | Honda NSR250  | Rothmans Kanemoto    | 14     | 1         | 5     | 2     | 1     | 142  | 4t      |
| 1994      | 250cc     | Aprilia RS250 | Chesterfield Aprilia | 14     | 5         | 10    | 7     | 8     | 234  | 1r      |
| 1995      | 250cc     | Aprilia RS250 | Chesterfield Aprilia | 13     | 8         | 12    | 9     | 7     | 283  | 1r      |
| 1996      | 250cc     | Aprilia RS250 | Chesterfield Aprilia | 15     | 9         | 11    | 8     | 9     | 274  | 1r      |
| 1997      | 250cc     | Honda NSR250  | Marlboro Kanemoto    | 15     | 5         | 10    | 3     | 2     | 250  | 1r      |
| 1998      | 500cc     | Honda NSR500  | Marlboro Kanemoto    | 14     | 2         | 8     | 2     | 2     | 208  | 2n      |
| 1999      | 500cc     | Yamaha YZR500 | Marlboro Yamaha      | 16     | 1         | 7     | 1     | 1     | 194  | 4t      |
| 2000      | 500cc     | Yamaha YZR500 | Marlboro Yamaha      | 16     | 2         | 4     | 5     | 3     | 170  | 3r      |
| 2001      | 500cc     | Yamaha YZR500 | Marlboro Yamaha      | 16     | 3         | 9     | 7     | 2     | 219  | 2n      |
| 2002      | MotoGP    | Yamaha YZR-M1 | Marlboro Yamaha      | 16     | 2         | 8     | 4     | 1     | 215  | 2n      |
| 2003      | MotoGP    | Honda RC211V  | Camel Pramac Pons    | 16     | 2         | 9     | 3     | 1     | 228  | 3r      |
| 2004      | MotoGP    | Honda RC211V  | Camel Honda          | 16     | 1         | 9     | 1     | 3     | 217  | 3r      |
| 2005      | MotoGP    | Honda RC211V  | Repsol Honda         | 17     | 0         | 4     | 0     | 1     | 173  | 5è      |
| Total     |           |               |                      | 214    | 42        | 111   | 56    | 42    | 2892 |         |

### Curses per any
Barem de puntuació de 1988 a 1991:
| Posició | 1  | 2  | 3  | 4  | 5  | 6  | 7 | 8 | 9 | 10 | 11 | 12 | 13 | 14 | 15 |
| Punts   | 20 | 17 | 15 | 13 | 11 | 10 | 9 | 8 | 7 | 6  | 5  | 4  | 3  | 2  | 1  |

Barem de puntuació de 1992:
| Posició | 1  | 2  | 3  | 4  | 5 | 6 | 7 | 8 | 9 | 10 |
| Punts   | 20 | 15 | 12 | 10 | 8 | 6 | 4 | 3 | 2 | 1  |

Barem de puntuació de 1993 ençà:
| Posició | 1  | 2  | 3  | 4  | 5  | 6  | 7 | 8 | 9 | 10 | 11 | 12 | 13 | 14 | 15 |
| Punts   | 25 | 20 | 16 | 13 | 11 | 10 | 9 | 8 | 7 | 6  | 5  | 4  | 3  | 2  | 1  |

(Ids. Grans Premis | Llegenda) (Curses en negreta indiquen pole; curses en  itàlica indiquen volta ràpida)
| Any  | Categoria | Moto    | 1       | 2      | 3       | 4       | 5       | 6       | 7       | 8       | 9       | 10      | 11      | 12      | 13      | 14      | 15      | 16     | 17    | Posició | Pts |
| ---- | --------- | ------- | ------- | ------ | ------- | ------- | ------- | ------- | ------- | ------- | ------- | ------- | ------- | ------- | ------- | ------- | ------- | ------ | ----- | ------- | --- |
| 1991 | 250cc     | Aprilia | JPN     | AUS    | USA     | ESP     | ITA     | GER     | AUT     | EUR Ret | DTT     | FRA 13  | GBR Ret | SM 12   | CSR     | VDM     | MAL     |        |       | 27è     | 7   |
| 1992 | 250cc     | Aprilia | JPN Ret | AUS 8  | MAL Ret | ESP 10  | ITA 3   | EUR 3   | GER 2   | DTT Ret | HUN Ret | FRA NVC | GBR Ret | BRA 2   | RSA 1   |         |         |        |       | 5è      | 78  |
| 1993 | 250cc     | Honda   | AUS 3   | MAL 17 | JPN Ret | ESP 2   | AUT 5   | GER 4   | DTT Ret | EUR 1   | SM 5    | GBR 6   | CZE 2   | ITA Ret | USA Ret | FIM 3   |         |        |       | 4t      | 142 |
| 1994 | 250cc     | Aprilia | AUS 1   | MAL 1  | JPN 4   | ESP Ret | AUT 2   | GER 2   | DTT 1   | ITA Ret | FRA 3   | GBR Ret | CZE 1   | USA 2   | ARG 2   | EUR 1   |         |        |       | 1r      | 234 |
| 1995 | 250cc     | Aprilia | AUS 3   | MAL 1  | JPN 9   | ESP 2   | GER 1   | ITA 1   | DTT 1   | FRA 2   | GBR 1   | CZE 1   | BRA 2   | ARG 1   | EUR 1   |         |         |        |       | 1r      | 283 |
| 1996 | 250cc     | Aprilia | MAL 1   | INA 2  | JPN 1   | ESP 1   | ITA 1   | FRA 1   | DTT 3   | GER 4   | GBR 1   | AUT Ret | CZE 1   | IMO Ret | CAT 1   | BRA Ret | AUS 1   |        |       | 1r      | 274 |
| 1997 | 250cc     | Honda   | MAL 1   | JPN 7  | ESP 3   | ITA 1   | AUT 3   | FRA 2   | DTT DSQ | IMO 1   | GER 4   | BRA 5   | GBR Ret | CZE 1   | CAT 2   | INA 1   | AUS 2   |        |       | 1r      | 250 |
| 1998 | 500cc     | Honda   | JPN 1   | MAL 3  | ESP 3   | ITA 2   | FRA 5   | MAD 6   | DTT 2   | GBR 6   | GER 2   | CZE 1   | IMO 3   | CAT DSQ | AUS 8   | ARG 5   |         |        |       | 2n      | 208 |
| 1999 | 500cc     | Yamaha  | MAL Ret | JPN 9  | ESP 2   | FRA Ret | ITA 2   | CAT Ret | DTT 5   | GBR 4   | GER Ret | CZE 4   | IMO 3   | VAL 7   | AUS 2   | RSA 1   | BRA 2   | ARG 2  |       | 4t      | 194 |
| 2000 | 500cc     | Yamaha  | RSA Ret | MAL 4  | JPN Ret | ESP Ret | FRA Ret | ITA 9   | CAT 5   | DTT 4   | GBR 9   | GER 4   | CZE 1   | POR 4   | VAL 3   | BRA 5   | PAC 3   | AUS 1  |       | 3r      | 170 |
| 2001 | 500cc     | Yamaha  | JPN 3   | RSA 8  | ESP 11  | FRA 1   | ITA 3   | CAT 2   | DTT 1   | GBR 2   | GER 1   | CZE 10  | POR 5   | VAL 10  | PAC Ret | AUS 2   | MAL Ret | BRA 3  |       | 2n      | 219 |
| 2002 | MotoGP    | Yamaha  | JPN Ret | RSA 9  | ESP DSQ | FRA 3   | ITA 2   | CAT 4   | DTT 4   | GBR 2   | GER 2   | CZE 1   | POR 6   | BRA 2   | PAC Ret | MAL 1   | AUS 6   | VAL 3  |       | 2n      | 215 |
| 2003 | MotoGP    | Honda   | JPN 2   | RSA 3  | ESP 2   | FRA 5   | ITA 3   | CAT 14  | DTT 2   | GBR 1   | GER Ret | CZE 5   | POR 2   | BRA 4   | PAC 1   | MAL 3   | AUS 17  | VAL 4  |       | 3r      | 228 |
| 2004 | MotoGP    | Honda   | RSA 2   | ESP 2  | FRA 3   | ITA 3   | CAT 8   | DTT 4   | BRA 2   | GER 1   | GBR 12  | CZE 3   | POR Ret | JPN Ret | QAT 6   | MAL 2   | AUS 7   | VAL 2  |       | 3r      | 217 |
| 2005 | MotoGP    | Honda   | ESP 7   | POR 3  | CHN 5   | FRA 5   | ITA 2   | CAT 6   | DTT 6   | USA 4   | GBR Ret | GER 4   | CZE 3   | JPN 2   | MAL 6   | QAT Ret | AUS Ret | TUR 12 | VAL 6 | 5è      | 173 |

## Resultats al Mundial de Superbike

### Global
| Poles | Curses | Podis | Victòries | 2n lloc | 3r lloc | Fast Laps | Títols |
| ----- | ------ | ----- | --------- | ------- | ------- | --------- | ------ |
| 8     | 155    | 70    | 21        | 26      | 21      | 15        | 2      |

### Curses per any
Barem de puntuació de 1993 ençà:
| Posició         | 1  | 2  | 3  | 4  | 5  | 6  | 7 | 8 | 9 | 10                   | 11                   | 12                   | 13                   | 14                   | 15                   |                      |
| Curses 1 i 2    | 25 | 20 | 16 | 13 | 11 | 10 | 9 | 8 | 7 | 6                    | 5                    | 4                    | 3                    | 2                    | 1                    |                      |
| Cursa Superpole | 12 | 9  | 7  | 6  | 5  | 4  | 3 | 2 | 1 | [ Nota Superpole 1 ] | [ Nota Superpole 1 ] | [ Nota Superpole 1 ] | [ Nota Superpole 1 ] | [ Nota Superpole 1 ] | [ Nota Superpole 1 ] | [ Nota Superpole 1 ] |

1. ↑  La cursa Superpole va ser introduïda la temporada del 2019

(Ids. Rondes | Llegenda) (Curses en negreta indiquen pole; curses en  itàlica indiquen volta ràpida)
| Any  | Moto    | 1      | 1      | 2       | 2       | 3      | 3     | 4      | 4       | 5       | 5       | 6     | 6     | 7      | 7     | 8      | 8     | 9      | 9      | 10      | 10      | 11    | 11      | 12     | 12      | 13    | 13    | 14      | 14     | Pos | Pts |
| Any  | Moto    | C1     | C2     | C1      | C2      | C1     | C2    | C1     | C2      | C1      | C2      | C1    | C2    | C1     | C2    | C1     | C2    | C1     | C2     | C1      | C2      | C1    | C2      | C1     | C2      | C1    | C2    | C1      | C2     | Pos | Pts |
| ---- | ------- | ------ | ------ | ------- | ------- | ------ | ----- | ------ | ------- | ------- | ------- | ----- | ----- | ------ | ----- | ------ | ----- | ------ | ------ | ------- | ------- | ----- | ------- | ------ | ------- | ----- | ----- | ------- | ------ | --- | --- |
| 2007 | Suzuki  | QAT 1  | QAT 2  | AUS 3   | AUS 4   | EUR 3  | EUR 2 | VAL 8  | VAL 2   | NED 6   | NED 3   | ITA 3 | ITA 5 | GBR 6  | GBR C | SM Ret | SM 3  | CZE 2  | CZE 1  | GBR 3   | GBR 8   | GER 2 | GER 3   | ITA 1  | ITA 2   | FRA 6 | FRA 2 |         |        | 3r  | 397 |
| 2008 | Ducati  | QAT 2  | QAT 3  | AUS Ret | AUS Ret | VAL 16 | VAL 8 | NED 10 | NED 12  | ITA 5   | ITA Ret | USA 9 | USA 4 | GER 13 | GER 7 | SM Ret | SM 2  | CZE 4  | CZE 3  | GBR 3   | GBR 12  | EUR 3 | EUR 6   | ITA 2  | ITA Ret | FRA 4 | FRA 6 | POR Ret | POR 13 | 7è  | 238 |
| 2009 | Aprilia | AUS 11 | AUS 15 | QAT 3   | QAT 3   | VAL 8  | VAL 8 | NED 5  | NED Ret | ITA 11  | ITA 5   | RSA 5 | RSA 5 | USA 6  | USA 4 | SM 13  | SM 10 | GBR 2  | GBR 21 | CZE 1   | CZE 2   | GER 5 | GER 4   | ITA 2  | ITA 4   | FRA 3 | FRA 2 | POR 3   | POR 6  | 4t  | 319 |
| 2010 | Aprilia | AUS 5  | AUS 8  | POR 1   | POR 1   | VAL 2  | VAL 3 | NED 6  | NED 4   | ITA 1   | ITA 1   | RSA 4 | RSA 3 | USA 1  | USA 1 | SM 1   | SM 1  | CZE 2  | CZE 1  | GBR 5   | GBR 6   | GER 4 | GER 5   | ITA 11 | ITA 5   | FRA 4 | FRA 1 |         |        | 1r  | 451 |
| 2011 | Aprilia | AUS 2  | AUS 2  | EUR 7   | EUR DSQ | NED 2  | NED 2 | ITA 2  | ITA 8   | USA Ret | USA 3   | SM 2  | SM 2  | ESP 2  | ESP 1 | CZE 2  | CZE 1 | GBR 11 | GBR 4  | GER NVC | GER NVC | ITA   | ITA     | FRA    | FRA     | POR 4 | POR 7 |         |        | 3r  | 303 |
| 2012 | Aprilia | AUS 1  | AUS 2  | ITA 4   | ITA 4   | NED 4  | NED 8 | ITA C  | ITA 5   | EUR 5   | EUR 2   | USA 3 | USA 3 | SM 1   | SM 1  | ESP 1  | ESP 4 | CZE 6  | CZE 4  | GBR Ret | GBR 11  | RUS 3 | RUS Ret | GER 1  | GER 13  | POR 4 | POR 3 | FRA Ret | FRA 5  | 1r  | 358 |
| 2015 | Aprilia | AUS    | AUS    | THA     | THA     | SPA    | SPA   | NED    | NED     | ITA     | ITA     | GBR   | GBR   | POR    | POR   | SMR 6  | SMR 6 | USA    | USA    | MAL 3   | MAL Ret | SPA   | SPA     | FRA    | FRA     | QAT   | QAT   |         |        | 20è | 36  |